# Renato Scorticati
Renato Scorticati (Reggio nell'Emilia, 25 giugno 1908 – Albinea, 23 gennaio 1978) è stato un ciclista su strada italiano, professionista e indipendente tra il 1930 e il 1940.

## Carriera
Tra i dilettanti vinse due titoli italiani della cronometro a squadre con la U.C. Nicolò Biondo di Carpi (1928 con Vasco Bergamaschi, Bruno Catellani e Aniceto Tirelli, 1929 con Fortunato Manicardi, Catellani e Ettore Morellini).
Attivo come indipendente e professionista dal 1930, corse per le squadre di marca Olympia, Maino e Lygie. Tra le principali vittorie si segnalano la Coppa del Re nel 1931, il Giro del Lazio 1934 a tappe, una frazione e la classifica generale del Giro di Toscana a tappe del medesimo anno, il Giro del Veneto 1936 e il Trofeo Moschini 1937. Partecipò a otto edizioni del Giro d'Italia, concludendo al decimo posto nel 1932.

## Palmarès
- 1931 (V.C. Reggio Emilia, una vittoria)

Coppa del Re
- 1934 (V.C. Reggio Emilia, tre vittorie)

Classifica generale Giro del Lazio
3ª tappa Giro di Toscana/Pontedera (Grosseto > Livorno)
Classifica generale Giro di Toscana/Pontedera
- 1936 (V.C. Reggio Emilia, una vittoria)

Giro del Veneto
- 1937 (S.S. Parioli, una vittoria)

Trofeo Moschini

### Altri successi
- 1928 (dilettanti)

Campionati italiani, Cronosquadre
- 1929 (dilettanti)

Campionati italiani, Cronosquadre
- 1935 (individuale)

Criterium di Ravenna

## Piazzamenti

### Grandi Giri
- Giro d'Italia

1931: 15º
1932: 10º
1933: 21º
1934: 13º
1935: 21º
1936: 24º
- Tour de France

1933: ritirato (10ª tappa)

### Classiche monumento
- Milano-Sanremo

1932: 26º
1933: 27º
1934: 49º
1935: 18º
1936: 14º
1938: 21º
- Giro di Lombardia

1930: 6º
1932: 16º
1933: 10º